# 結節濱螺屬
結節濱螺屬（学名：Nodilittorina）是玉黍螺科的一种小海螺物種，原屬中腹足目，今屬玉黍螺總科。主要分布于台湾、中国大陆，常栖息在潮间带。
本屬過往有不少物種，但在2003年有研究發現本屬其實是多系群，因此把原來其下的亞屬全數提升至與本屬同級，特別是當中佔有80個物種的Echinolittorina。

## 物種
現時被歸類為結節濱螺屬的只有：
- 颗粒玉黍螺  (Quoy & Gaimard, 1833)
- 变化结节滨螺 ：又名臺灣玉黍螺，分布於台灣東北岸與離島，還有南中國海的香港和西沙群島[7]。

以下物種過往曾被歸類於本屬，但現時被認為是其他物種的同種異名：
- Nodilittorina sundaica (Van Regteren Altena, 1945): synonym of Echinolittorina sundaica (Van Regteren Altena, 1945)
- Nodilittorina unifasciata (Gray, 1826): synonym of Austrolittorina unifasciata (Gray, 1826)